# Джаз ФМ
Jazz FM е българско радио, посветено на джаз музиката, част от bTV Radio Group, собственост на Central European Media Enterprises.

## История
Радиото започва излъчване на 17 септември 2001 г. в градовете Пловдив, Варна, Бургас, Благоевград, Русе, Стара Загора и София. В първите години радиото излъчва съвместни проекти с Радио НЕТ и Радио Спорт. От 2005 г. Jazz FM излъчва новините на радио „Deutsche Welle“ на български език на всеки кръгъл час. В началото на май 2006 г. на честотите на Jazz FM в страната, с изключение на тази в София, стартира радиостанция N-Joy.